# 5218 Куцак
5218 Куцак (5218 Kutsak) — астероїд головного поясу, відкритий 9 жовтня 1969 року.
Тіссеранів параметр щодо Юпітера — 3,539.